# Модена (футбольний клуб)
«Модена» (італ. Modena) — професійний італійський футбольний клуб з однойменного міста. Виступє у другому дивізіоні Італії. Домашні матчі проводить на стадіоні «Альберто Бралья», який вміщує 21 092 глядача.

## Історія
Футбольний клуб «Модена» було створено 5 квітня 1912 року шляхом злиття місцевих клубів «Моденезе», «Аудакс», а також Студентської Футбольної Асоціації Модени. Кольорами нової команди було обрано жовтий і синій. Свій перший товариський матч «Модена» провела 3 листопада 1912-го проти «Венеції».
У сезоні 1912-13 клуб уперше взяв участь у іграх футбольної ліги Італії, склавши конкуренцію командам Першого дивізіону. У сезоні 1915-16 команда здобула Федеральний Кубок, який проводився на заміну чемпіонату під час Першої світової війни. 
В сезоні 1920-21 «Модена» поступилася у півфіналі чемпіонату країни «Алессандрії» з рахунком 0-4. У наступні роки почався період безладу в організації італійського футболу. «Модена» разом з «Інтернаціонале», «Венецією», «Торіно», «Дженоа» та іншими через протиріччя з Федерацією Футболу Італії (FIGC) перейшли до Італійського Футбольного Комітету (CCI). У сезоні 1929-30 клуб взяв участь у першому офіційному розіграші Серії А (тоді складалася з 18 команд) і зайняв 12-те місце за підсумками сезону.
В сезоні 1931-32 клуб вперше опустився до Серії В, де залишався до 1937 року. Сезон 1936-37 ознаменувався відкриттям нового стадіону «Модени». У сезоні 1937-38 відбулося повернення до вищого дивізіону під керівництвом граючого тренера Яноша Нехадоми. Наступний сезон команда завершила усього за 1 очко від зони вильоту. За підсумками сезону 1939-40 канарки понизилися у класі.
У сезоні 1940-41 «Модена» повернулася до Серії А, але вже у наступному сезоні знов понизилася у класі. Тим не менш по завершенні Другої світової війни клуб завоював третє місце в чемпіонаті Італії, пропустивши вперед «Торіно» та «Ювентус». Однак після відставки президента та головного тренера у ході сезону 1948-49, команда знову опинилась у Серії В.
1950-ті роки команда провела у Серії В. У той час декілька матчів на позиції вінгера за «Модену» провів майбутній тенор Лучано Паваротті.
1960-ті роки команда розпочала у Серії С. В сезоні 1960-61 жовто-сині вийшли до Серії В, а в наступному сезоні — до Серії А. В сезоні 1962-63 «Модені», переважно завдяки грі бразильця Шінезінью, змогла втриматися у вищому дивізіоні. Проте в сезоні 1963-64, незважаючи на повернення до клубу форварда Серджіо Брігенті, «Модена» потрапила до Серії В після програного «Сампдорії» матчу плей-оф.
У сезоні 1971-72 після зміни трьох тренерів «Модена» знову опустилася до Серії С. Команда повернулася до другого дивізіону у сезоні 1974-75. В кампанії 1976-77 «Модена» зберегла місце у Серії В лише завдяки перемозі над «Монцою» у останній день змагань. У 1977 році клуб спіткала всебічна криза, в результаті якої він вкотре опинився у третьому дивізіоні, а у наступному сезоні скотився далі аж у Серію С2 — найгірше досягнення команди з часу її заснування.
Початок 1980-х років ознаменувався виходом «Модени» до Серії С1 та завершенням економічної кризи в клубі. Команда навіть виграла Англо-італійський кубок у 1981 та 1982 роках. В сезоні 1985-86 канарки повернулися до Серії В, а у наступному розіграші в останній день уникли вильоту, перемігши «Болонью» в дербі. Проте за підсумками кампанії 1987-88 «Модена» знову вилетіла до Серії С1.
У сезоні 1989-90 клуб вийшов до Серії В. В сезоні 1993-94 — повернувся до Серії С1, а у наступному розіграші несподівано вилетів до Серії С2, поступившись у плей-оф «Массезе». Проте клуб було врятовано і залишено в Серії С1 Федерацією Футболу Італії через дискваліфікацію іншої команди.
У 2000 році, незважаючи на смерть президента клубу Луїджі Монтаньяні, у «Модени» почався вдалий період з двох вражаючих сезонів поспіль: спочатку клуб вийшов до Серії В, а у наступному сезоні пробився до Серії А вперше за 38 років. Сезон «Модена» почала з принизливої поразки 0-3 від «Мілана», проте невдовзі героїчно перемогла «Рому» з рахунком 2-1. Залишитися в першому дивізіоні команді традиційно вдалося лише в останній день змагань. Проте пониження у класі було неминучим і наступний сезон жовто-сині завершили на третьому з кінця турнірної таблиці місці.

## Досягнення
- Чемпіонат Італії:
  - Бронзовий призер (1): 1946-47